# Gustav, vévoda z Upplandu
Gustav, vévoda z Upplandu (18. června 1827, Solna – 24. září 1852, Kristiania) byl švédský a norský princ.

## Život
Narodil se 18. června 1827 v Solně jako syn krále Oskara I. a jeho manželky královny Joséphine de Beauharnais.
Byl trénovaným hudebníkem, hrající pod jménem Prins Gustaf. Od roku 1844 do své smrti roku 1852 byl druhým v nástupnictví na norský a švédský trůn. Byl členem Královské švédské akademie věd.
Zemřel 24. září 1852 v Kristianii (dnešním Oslu) na břišní tyfus.